# Calle Colón (Cebú)
La Calle Colón (en tagalo: Kalye Colon, en cebuano: Dalang Colón) es una calle concurrida en el centro de la ciudad de Cebú, que a menudo es referida como la más antigua y la carretera nacional más corta en las Filipinas. Lleva el nombre de Cristóbal Colón. Sus orígenes se remontan al plan de la ciudad de Miguel López de Legazpi, conquistador español que llegó a las Filipinas para establecer una colonia en 1565.
Colón, algo deteriorada ahora, fue el lugar de varias tiendas de moda, oficinas y las salas de cine. Una vez fue el corazón del centro comercial y de negocios de actividad de la ciudad de Cebú, pero en los últimos años (específicamente durante la década de 1990), gran parte de esta actividad se ha desplazado hacia el interior más moderno, en los distritos comerciales y de negocios más grandes repartidos en la actualidad en casi todas las áreas urbanas de la ciudad en lo que solía ser considerado asentamientos residenciales y de ocio.